# Lāčplēsis
Lāčplēsis (Laczplesis) to oparty na legendach i wierzeniach ludowych poemat epicki autorstwa łotewskiego poety Andrejsa Pumpursa. Powstał w latach 1872–1887. Uważany jest za łotewski epos narodowy.

## Treść
Poemat opisuje życie legendarnego herosa Lāčplēsisa, którego bogowie wybrali, by stał się bohaterem swego ludu. Jego imię oznacza "Niedźwiedziobójca", ponieważ jako młody chłopak (i przybrany syn pana na Lielvārde) zabił niedźwiedzia, rozrywając jego szczęki gołymi rękoma. W zamku możnowładcy Aizkrauklisa, Lāčplēsis obserwuje działania czarodziejki Spīdali opanowanej przez Diabła i świątobliwego męża imieniem Kangars, który w rzeczywistości jest zdrajcą i przygotowuje spisek mający na celu zastąpienie pogańskich bóstw przez wiarę chrześcijańską. Spīdala usiłuje utopić Lāčplēsisa wrzucając go w otchłań wodnego wiru o nazwie Staburags na Dźwinie, lecz na ratunek bohaterowi przybywa bogini Staburadze, która następnie zabiera go do swojego kryształowego pałacu pod wodą. Tam Lāčplēsis poznaje piękną dziewczynę imieniem Laimdota i zakochuje się w niej. Niedługo później zaprzyjaźnia się też z innym herosem, Koknesisem (jego imię oznacza "noszący drewno") i wspólnie rozpoczynają nauki w pałacu Burtnieksa, ojca nadobnej Laimdoty.
Kangars prowokuje wojnę z Estończykami, a Lāčplēsis staje do walki o rękę Laimdoty przeciw olbrzymowi Kalapuisisowi (est. Kalevipoeg, prawdopodobnie chodzi o tytułowego bohatera estońskiego eposu "Kalevipoeg"). Bohater pokonuje olbrzyma, po czym obaj decydują się zawrzeć pokój i połączyć siły w walce ze wspólnym wrogiem – niemieckimi misjonarzami, którym przewodzi duchowny Dietrich (Dītrihs). Lāčplēsis dokonuje kolejnego heroicznego czynu spędzając noc w zatopionym zamczysku i przełamując klątwę, czym sprawia, że budowla znów może wznieść się w powietrze. Dochodzi do zaręczyn Laimdoty i Lāčplēsisa. W dalszej części utworu Laimdota czyta ze starych ksiąg o stworzeniu świata i zgłębia pradawne łotewskie wierzenia.
Laimdota i Koknesis zostają porwani i uwięzieni w Niemczech. Czarodziejka Spīdala przekonuje Lāčplēsisa, że jego przyjaciel i narzeczona są kochankami. Lāčplēsis wraca do domu w Lielvārde, a następnie stawia żagiel i morzem wyrusza do Niemiec. Niestety jego statek gubi się na Morzu Północnym, a bohater staje się gościem córki Wiatru Północy. W międzyczasie Dietrich i liwoński książę Kaupo z Turajdy spotykają się w Rzymie z papieżem, by wspólnie omówić plan chrystianizacji Łotwy. Na Morzu Północnym Lāčplēsis rozpoczyna pełną niebezpieczeństw podróż do domu. Po drodze walczy na Zaklętej Wyspie z potworami o trzech, sześciu i dziewięciu głowach. Na wyspie spotyka też Spīdalę, którą uwalnia spod mocy cyrografu i panowania Diabła. Znajdują się tu też Laimdota i Koknesis, którym udało się uciec z Niemiec, lecz później zostali zamknięci w pułapce na Zaklętej Wyspie. Koknesis wyznaje miłość Spīdali i czwórka przyjaciół powraca na Łotwę.
Podczas hucznych obchodów nocy sobótkowej (Jāņi) odbywa się podwójne wesele, lecz radość nie trwa długo, gdyż herosi wkrótce muszą wyruszyć do walki z niemieckimi krzyżowcami. Po kilku bitwach Niemcy zostają odparci, jednak stojący na ich czele biskup Albert sprowadza posiłki z Niemiec. Wśród nowo przybyłych wojowników jest też Czarny Rycerz. Wskutek podszeptów i obietnic podstępnego Dietricha Kangars dokłada wszelkich starań, by poznać tajemnicę nadludzkiej siły Lāčplēsisa, a później zdradziecko wydaje ją Niemcom. Okazuje się, że matką Lāčplēsisa była niedźwiedzica, a źródło siły bohatera znajduje się w jego niedźwiedzich uszach. Niemieccy wojownicy przybywają do Lielvārde proponując Łotyszom pokój. Lāčplēsis organizuje wówczas przyjacielski turniej, w którym udział mają brać również Niemcy. W jego trakcie heros zostaje podjudzony do walki z Czarnym Rycerzem. Niemiecki wojownik obcina Lāčplēsisowi uszy. Jednak bohater, który utracił tylko część swej siły, wybucha gniewem i chwyta Czarnego Rycerza, by ze skały strącić go w rwący nurt Dźwiny. Ostatecznie obaj wojownicy wpadają do rzeki, ponieważ Niemiec w krytycznej chwili pociąga Lāčplēsisa za sobą. Wraz z jego śmiercią, kończy się życie Laimdoty.

## Budowa utworu
Pieśń pierwszaRada bogów – Przeznaczenie Lāčplēsisa wyjawione
Pieśń drugaPierwszy czyn bohaterski Lāčplēsisa – Lāčplēsis wyrusza do zamku Burtnieksa – Spotkanie ze Spīdalą – W czarciej jamie – W pałacu Staburadze – Powrót i spotkanie z Koknesisem
Pieśń trzeciaSpisek Kangarsa i Spīdali – Wojna z Estończykami – Zatopione zamczysko – Stworzenie – Łotysze przechytrzeni przez chrześcijan
Pieśń czwartaKaupo w Rzymie – Koknesis i Laimdota w Niemczech – Lāčplēsis na Morzu Północnym – Powrót Lāčplēsisa
Pieśń piątaNa Zaklętej Wyspie – Spotkanie ze Spīdalą – Powrót do domu – Przyjaciele znów razem
Pieśń szóstaFestyn sobótkowy – Bitwa rozpoczyna się – Wesele Lāčplēsisa – Śmierć Lāčplēsisa

## Dzień Lāčplēsisa
11 listopada Łotysze obchodzą Dzień Lāčplēsisa (łot. Lāčplēša Diena). Tego dnia na Łotwie nie wspomina się – jak w wielu innych krajach – zawieszenia broni kończącego I wojnę światową, ale rocznicę pokonania Rosjan pod Rygą w 1919 roku.